# Chrétien de Troyes
Chrétien de Troyes (pron. in francese moderno: [kʁeˈtjɛ̃ d(ə) tʁwa]; in francese antico Crestien de Troies, pron. [kresˈtjẽn də ˈtrojəs]; Troyes, 1135 circa – Fiandre, prima del 1190) è stato uno scrittore e poeta francese medievale, celebre per i suoi romanzi dedicati al ciclo bretone.
Introdusse nella letteratura i personaggi di Lancillotto e Perceval, ma soprattutto immise nel romanzo arturiano il Santo Graal. Le opere di Chrétien, tra cui Erec e Enide, Lancillotto o il cavaliere della carretta, Perceval o il racconto del Graal e Yvain il cavaliere del leone, sono tra le più apprezzate della letteratura medievale. Il suo uso della struttura, in particolare nel poema di Yvain, è stato visto dagli studiosi odierni come un passo verso il romanzo moderno. Chrétien a tutt'oggi viene considerato il poeta medievale più famoso prima di Dante Alighieri.

## Biografia
Poco si sa della sua vita: le poche informazioni storico-biografiche si ricavano, in gran parte, dai suoi scritti. Nato nella Champagne (forse proprio a Troyes) attorno al 1135, fu un intellettuale di grande cultura, molto probabilmente un chierico, e visse presso le corti feudali di Maria di Champagne e in seguito di Filippo d'Alsazia, conte di Fiandra. Compì gli studi del trivio e del quadrivio, ovvero gli odierni ordini universitari di filosofia e teologia. La vita presso le corti feudali lo portò ad amare il lusso e la raffinatezza, oltre che alla tendenza a essere all'avanguardia di un movimento rinnovatore della società feudale.
Dalla lettura delle sue opere sembra ipotizzabile che abbia compiuto dei viaggi in Inghilterra e Bretagna, ma la mancanza di fonti attendibili rende impossibile affermarlo con certezza. Dalla dedica del Perceval, il suo ultimo romanzo rimasto incompiuto, al protettore Filippo d'Alsazia, sappiamo che morì prima che il conte partisse per la crociata da cui non fece ritorno, quindi prima del 1190.

## Temi generali dei romanzi di Chrétien

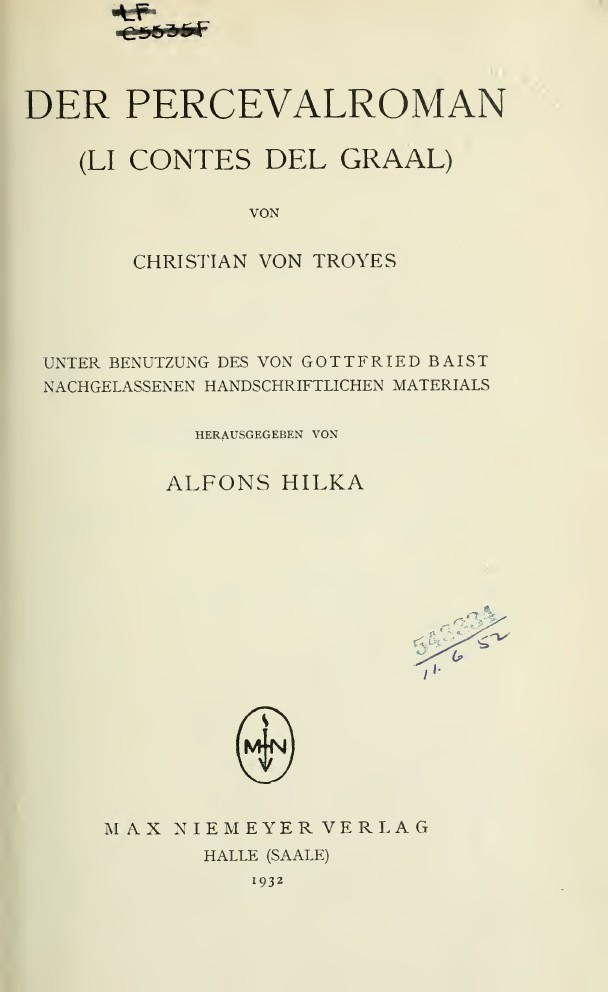
Frontespizio dell'edizione critica del Roman de Perceval

Nel proemio del suo Cligès si legge che compose traduzioni dell'Ars amandi e probabilmente dei Remedia amoris di Ovidio, il poemetto Banchetto della spalla, un'opera su Tristano e Isotta, e La metamorfosi dell'upupa, della rondine e dell'usignolo (tratto dalle Metamorfosi di Ovidio). Eccetto l'ultimo, di tutta questa produzione non è rimasto nulla. La fama del poeta si deve ai cinque romanzi che scrisse ispirandosi alle leggende bretoni: Erec e Enide, Cligès, Lancillotto o il cavaliere della carretta, Yvain, il cavaliere del leone, Le Roman de Perceval ou le conte du Graal.
Chrétien fu il più grande interprete degli ideali cavallereschi di lealtà, prodezza, generosità nel mondo raffinato delle corti feudali, dove una parte predominante avevano le figure femminili come quelle di Eleonora d'Aquitania e della figlia Maria di Champagne, che fu sua protettrice. In questa società, sviluppatasi nella Francia settentrionale, ma che molto prese in fatto di suggestioni dalla letteratura occitanica del meridione, la materia amorosa ha un ruolo fondamentale: la donna viene esaltata come signora, l'amante come vassallo, l'amore come omaggio di devozione e mezzo per una elevazione spirituale. L'amore non conosce ostacoli e il cavaliere, se occorre, deve saper vincere ogni difficoltà anche con il sacrificio della vita cogliendo l'occasione per potersi innalzare al di sopra di sé dando piena misura delle sue possibilità.
La poetica di Chrétien è caratterizzata dalla presenza di elementi di un mondo più ideale che reale, al fine di esaltare i sentimenti nobili dell'uomo, per il tramite, spesso, di un'analisi psicologica del personaggio e di una lezione morale. Una novità rispetto alla poetica dell'epoca è il fatto che essa, grazie a Chrétien e ad altri autori dello stesso periodo, è dedicata alle donne, precisamente a quelle nobili.
Mentre nella poesia epica come in quella espressa nelle canzoni di gesta, le azioni degli eroi sono ispirate da ideali elevati e particolarmente austeri (la religione, la patria, l'onore proprio e del proprio signore), nel caso del romanzo cortese il motore della vicenda è spesso la donna amata dall'eroe.
Le opere di Chrétien de Troyes vennero diffuse molto rapidamente nelle corti feudali francesi, inglesi ed europee grazie ai cavalieri, ai clerici vagantes e ai giullari, al punto tale che, tra il XII e XIV secolo d.C., ne vennero pubblicate traduzioni e imitazioni. Il poema epico Méraugis de Portlesguez di  Raoul de Houdenc è ispirato ai modi di Chrétien de Troyes.
Non è da considerarsi straordinario il fatto che, vuoi per l'avanguardia in campo tematico-lessicale, vuoi per le novità apportate in campo etico-morale, Chrétien de Troyes sia stato considerato uno dei più grandi e illustri poeti prima di Dante Alighieri.

## Opere principali
- Erec et Enide, romanzo (composto attorno al 1170)
- Les comandemanz d'Ovide, traduzione da Ovidio, oggi perduta
- Art d'amors, traduzione da Ovidio, oggi perduta
- Le mors de l'espaule, poemetto oggi perduto
- Le roi Marc et Ysalt la blonde, romanzo oggi perduto
- La muance de la hupe et de l'aronde er del rossignol, romanzo di dubbia attribuzione pervenutoci in forma frammentaria con il titolo di Philomena
- Cligès, romanzo scritto nel (1176 circa)
- Yvain ou le chevalier au lion, romanzo scritto tra il 1170 e il 1180
- Lancelot ou le chevalier de la charrette, romanzo incompiuto terminato da Godefroi de Leigni
- Le Roman de Perceval ou le conte du Graal, romanzo incompiuto
- Guillaume d'Angleterre, romanzo di dubbia attribuzione

### Opere tradotte in italiano
- I Romanzi Cortesi, raccolta di 5 romanzi: Perceval, Ivano, Lancillotto, Cligès e Erec e Enide (2011, Oscar Mondadori)

## Influenza culturale
Chrétien de Troyes e le sue opere sono ampiamente citati nel romanzo La croce e la spada di David Camus, in cui lo scrittore medievale è uno dei personaggi principali.